# Ninino
Ninino [pronunciación en polaco: /niˈninɔ/] es un pueblo ubicado en el municipio (gmina) de Ryczywół, en el distrito de Oborniki, voivodato de Gran Polonia (Polonia). Según el censo de 2011, tiene una población de 276 habitantes.
Está situado aproximadamente a 3 kilómetros al sureste de Ryczywół, a 17 kilómetros al norte de Oborniki y a 45 kilómetros al norte de la capital regional, Poznań.